# François Truffaut
François Truffaut, francoski filmski režiser, * 1932, † 1984.
Velja za utemeljitelja francoskega »novega vala«.

## Filmografija
- Štiristo udarcev
- Streljanje pianista
- Jules in Jim
- V pričakovanju nedelje
- Ukradeni poljub
- Skupna postelja in miza
- Zadnji metro